# PDBe-KB
Banco de Datos de proteínas  en Europa– Base de Conocimiento (PDBe-KB, por sus siblas en inglés Protein Data Bank in Europe – Knowledge Base) es un recurso integrado, conducido por la comunidad, de acceso abierto,  cuya misión es colocar datos de la estructura macromolecular en su contexto biológico y para hacerla accesible a la comunidad científica con el fin de apoyar la investigación fundamental y translacional y la educación. Es parte  del Instituto Bioinformático Europeo (EMBL-EBI), basado en el Campus Genómico Wellcome, en Hinxton, Cambridgeshire, Inglaterra.